# Nationalisme iranien
Le nationalisme iranien est un ensemble de mouvements politiques et sociaux et de sentiments basés sur la culture iranienne, les langues et l'histoire iraniennes, et sur un sentiment de fierté envers l'Iran et le peuple iranien. Alors que la conscience nationale en Iran remonte à des siècles, le nationalisme est un déterminant prédominant des attitudes iraniennes principalement depuis le XXe siècle. Le nationalisme iranien moderne a augmenté pendant la révolution constitutionnelle. Il y a eu une atmosphère rafraîchissante d'unité et de sentiments patriotiques iraniens pendant l'ère constitutionnelle. Pendant la dynastie Pahlavi (1925–1979), le nationalisme iranien a connu une résurgence mais s'est scindé en trois mouvements : le nationalisme constitutionnel, le nationalisme monarchiste et l'Islamo-nationalisme, aujourd'hui incarné par des factions principlistes de la République islamique d'Iran.

## Histoire
L'idée de l'Iran en tant que réalité religieuse, culturelle et ethnique remonte à la fin du VIe siècle av. J.-C. En tant qu'idée politique, elle est apparue pour la première fois dans les années vingt du IIIe siècle de notre ère comme une caractéristique essentielle de la propagande sassanide.
L'Iran du IIIe siècle a été secoué par un conflit entre l'universalisme et le nationalisme qui s'est manifesté le plus clairement dans la sphère religieuse et culturelle. L'issue de ce conflit est bien connue : les pulsions traditionalistes et nationalistes prirent le dessus, et l'universalisme manichéen succomba au nationalisme des mages zoroastriens . L'identité iranienne, qui jusque-là était essentiellement de nature culturelle et religieuse, a pris une valeur politique certaine, plaçant la Perse et les Perses au centre du Ērān-šahr, c'est-à-dire au centre d'un État fondé sur le double pouvoir du trône et de l'autel et soutenu par une idéologie antiquaire et archaïsante. Cette idéologie s'est de plus en plus accentuée pendant la période sassanide, atteignant son apogée sous le long règne de Khosro Ier (531-79 CE). Bien sûr, des facteurs économiques et sociaux ont favorisé la victoire des classes les plus fortes dans une société qui reposait principalement sur une économie rurale, à savoir les classes aristocratiques terriennes et guerrières et le clergé mage.

### Shu'ubiyya
L'identité iranienne a été menacée après la chute de l'Iran sassanide et la conquête de l'Iran par les musulmans arabes. Le terme Shu'ubiyya fait référence à une réponse des musulmans persans à l' arabisation croissante de l'Islam aux IXe et Xe siècles et à la discrimination contre les Iraniens, par les occupants. Il s'agissait principalement de préserver la culture persane et de protéger l'identité persane. Certaines des personnalités iraniennes célèbres de Shu'ubi sont Bashar ibn Burd , Ismail Nisa'i , Zeyad e Ajam, Hissam ibn Ada , Abulhassan Ali Mada'ini, Abu Hatam Sajestani , Ibrahim ibn Mamshad et Abu Abdullah Muhammad Marzbani . Beaucoup considèrent Ferdowsi comme un poète Shu'ubi.

### Intermezzo iranien
Le terme Intermezzo iranien (en) représente une période de l'histoire du Moyen-Orient qui a vu la montée de diverses dynasties musulmanes iraniennes indigènes sur le plateau iranien. Ce terme est remarquable car il s'agissait d'un intermède entre le déclin de la domination et du pouvoir arabes abbassides et l'émergence éventuelle des Turcs seldjoukides au XIe siècle. Le renouveau iranien consistait en un soutien iranien basé sur le territoire iranien et, plus important encore, un esprit et une culture nationaux iraniens ravivés sous une forme islamique.

### Identité irano-chiite sous les Safavides
L'Iran a retrouvé son unité politique et a reçu une nouvelle identité religieuse distincte sous les Séfévides. Le chiisme devient la religion officielle de l'État et joue désormais un rôle important dans la reconstruction d'une nouvelle identité ethno-religieuse pour le peuple iranien. En outre, la montée de l'empire safavide a coïncidé avec la montée de l'Empire ottoman voisin en Asie de l'Ouest et en Afrique du Nord (et surtout, pendant des siècles, le grand rival géopolitique et idéologique de l'Iran), l'empire moghol en Inde et le Empire ouzbek en Asie centrale , tous adhérant à l'Islam sunnite. La formation de ces entités politiques a contribué à créer une identité politique irano-chiite distincte parmi ces régimes. Cela contribua également à étendre l'hégémonie de la langue persane dans une grande partie du monde islamique. La littérature persane était, en dehors de l'Iran et de ses territoires s'étendant du Caucase du Nord au golfe Persique, produite de l'Anatolie à l'Asie centrale et au sous-continent indien.

### Ère Qajar - début du nationalisme moderne
Le mouvement national iranien moderne a commencé à la fin du XIXe siècle. Le nationalisme iranien est à l'origine une réaction au colonialisme européen du XIXe siècle dans la région, qui a conduit à la perte des possessions Qajar dans le Caucase. Au cours du XIXe siècle, à travers la guerre russo-persane (1804-1813) et la guerre russo-persane (1826-1828) et le traité sortant de Gulistan et le traité de Turkmenchay de 1813 et 1828 respectivement, l'Iran a été contraint de céder irrévocablement des pans entiers de son territoire dans le Caucase du Nord et du Sud comprenant ce qui est aujourd'hui la Géorgie, le Daghestan, l'Azerbaïdjan et l'Arménie à la Russie impériale. Ces territoires avaient fait, pendant des siècles, partie du concept de l'Iran jusqu'à leur perte.
Les objectifs initiaux de ces nationalistes, par exemple mettre fin au système foncier féodal, à la paresse et à la corruption gouvernementales et à la distribution en gros des ressources iraniennes aux étrangers, ont également beaucoup séduit les modernisateurs.
L'un des précurseurs principaux et les plus remarqués du nationalisme iranien de l'ère Qadjar fut Mirza Fatali Akhundov, né dans les territoires récemment conquis du Caucase dans une famille de propriétaires originaires de l'Azerbaïdjan iranien.

### Nationalisme moderne constitutionnel
Le nationalisme moderne en Iran remonte à 1906, lorsqu'une révolution constitutionnelle presque sans effusion de sang a créé le premier parlement iranien. Reza Chah, a contribué à façonner le nationalisme iranien en lui insufflant une idéologie nettement laïque et en diminuant l'influence de l'Islam sur l'Iran. En intégrant les politiques juridiques européennes à la place des tribunaux islamiques, Shah a rassuré l'efficacité de la bureaucratie d'État et a promu un fort sentiment de nationalisme iranien. En outre, Reza Shah a cherché à changer les noms de diverses villes pour honorer les rois perses préislamiques et les héros mythologiques, et à continuer à réduire le pouvoir des mollahs en cherchant à moderniser l'Iran. La dynastie Pahlavi était ainsi engagée irrévocablement sur la voie d'infuser au pays une forme de nationalisme laïc, une voie qui finirait par la mettre en conflit avec la classe cléricale du pays. Le nationalisme iranien a été une force décisive dans le mouvement de 1951 pour nationaliser la richesse pétrolière de l'Iran.
L'objectif de Mohammad Mossadegh de nationaliser le pétrole iranien est entré en vigueur en 1951. En permettant à l'Iran d'avoir le plein pouvoir et le contrôle sur sa principale ressource, l'AIOC et d'autres programmes européens ont participé à un boycott international qui a finalement dissuadé l'économie iranienne. Après la déposition de Mossadegh guidé par l'aide des États-Unis et de la Grande-Bretagne, le fils et successeur de Reza Chah, Mohammad Reza Pahlavi, a conservé le contrôle et a utilisé l'augmentation des prix du gaz pour étendre la modernisation en Iran.
Au XXe siècle, différents aspects de ce nationalisme romantique seraient référencés à la fois par la monarchie Pahlavi , qui employait des titres tels que Āryāmehr "Lumière des Aryens", et par certains dirigeants de la République islamique qui lui ont succédé comme l'Association du clergé militant islamo-nationaliste iranienne ou Mahmoud Ahmadinejad.

## Personnalités

### Nationalistes constitutionnels
- Reza Chah
- Mohammad Mossadegh

### Islamo-nationalistes
- Navvab Safavi
- Mahmoud Ahmadinejad
- Ebrahim Raïssi